# 德意志帝国宪法
《德意志帝国宪法》（德語：Verfassung des Deutschen Reiches），常被德国历史学家称为「俾斯麦帝国宪法」（德語：Bismarcksche Reichsverfassung），指的是1871年4月16日的德意志帝国宪法，该宪法的前身是1866年编纂的北德意志邦聯憲法。该宪法由多个单独的文件汇总而成，最后的汇总通过1871年4月16日的“德意志帝国宪法”（Gesetz betreffend die Verfassung des Deutschen Reiches)完成。